# Katti Lanner
Katharina Josefa Lanner, detta Katti (Vienna, 14 settembre 1829 – Londra, 15 novembre 1908), è stata una ballerina e coreografa austriaca.

## Biografia
Figlia di Joseph Lanner, iniziò a studiare danza all'età di quattordici anni con Pietro Campilli e André Isodore Carey alla scuola di danza dell'Opera di Corte di Vienna. Esordì sulle scene nel 1845 come protagonista dell'Angelica di Antonio Guerras al Theater am Kärntnertor e nel 1847 ottenne il successo grazie alla sua interpretazione come Fennela ne La muta di Portici.
Nel 1855, dopo la morte del padre, lasciò l'Austria per la Germania e ottenne un grande trionfo a Berlino nel 1856 grazie alla sua Giselle. Nel 1862 fu scritturata come ballerina e maestra di balletto all'Opera di Amburgo, dove portò in scena dieci balletti, tra cui Die Rose von Sevilla (1862) e Asmodeus, oder Der Sohn des Teufels auf Reisen (1863). Nel 1865 fondò una propria compagnia con cui andò in tournée in Scandinavia, Russia, Francia, Portogallo, Stati Uniti e Inghilterra.
Nel 1875 si trasferì a Londra e l'anno successivo fu nominata direttrice della National Training School for Dancing. Dopo dieci anni come insegnante e coreografa per il Theatre Royal Drury Lane, nel 1887 iniziò a lavorare come maestra di balletto per la compagnia del neo-fondato music-hall Empire Theatre of Varieties. Nei due decenni trascorsi con la compagnia portò in scena trentaquattro balletti, tra cui Monte Cristo (1886), The Sports of England (1887), Cleopatra (1889), The Paris Exhibition (1889), Orfeo (1891), Versailles (1892), Round the Town (1892–1895), Katrina (1893), On Brighton Pier (1894), Faust (1895), The Dancing Doll (1904–1905) e Sir Roger de Coverly (1907). Insieme ad Adeline Genée ebbe il merito di mantenere viva la danza classica nell'Inghilterra edoardiana.